# Извличане на знания от данни
Извличането на знания от данни (на английски: Data mining) е процес на откриване на смислови корелации, асоциации и зависимости, повтарящи се модели или образци (на английски: patterns), тенденции, честота и продължителност на тенденциите, извънредни, рядко срещани или отчитани от комютъра като аномалии в шаблонния модел в големи масиви от данни, съхранявани в складове чрез използване на техники и алгоритми от областта на машинното обучение, разпознаването на образи, статистиката, невронните мрежи и визуализацията на данни. За разлика от извличането на данни посредством заявки към база данни, извличането на знания от данните генерира имплицитно формулирана, не очевидна, предварително известна, потенциално полезна информация.
Възникването и развитието на областта е естествено следствие от нарасналата употреба на бази данни и приложенията им в бизнеса. Традиционните средства за заявки към системата за управление на базата данни се използват за описание и извличане на точни масиви от данни от базата. В тези случаи потребителят е формулирал някаква хипотеза, която проверява посредством върнатите от системата данни. За разлика от по-общото извличане на информация (information retrieval, data retrieval), потребителят използва извличането на знания от данни, за да генерира хипотези.
Data mining представлява процес на анализ на съхраняваните бази данни в посока на извличане нова полезна информация чрез разкриване на дълбоките и скрити взаимоотношения между на пръв поглед неизвестни и несвързани една с друга величини. Важна негова особеност е че той осигурява възможност за обработка на многомерни масиви и извличане на многомерни зависимости като същевременно автоматично разкрива изключителните ситуации – данни и случаи не включващи се в общите закономерности. Data mining анализа автоматически прави хипотези за разкриване на зависимости между различни компоненти и параметри. Работата на аналитиците, които се занимават с тези системи се свежда до проверка и доуточняване на получените хипотези. Появата на Data mining е свързана с необходимостта от усъвършенстване на техниките за запис и съхранение на данните, които обобщават труда на хиляди хора в колосални потоци от информация в най-различни области. Като с времето е станало ясно, че без продуктивна обработка на данните се правят никому ненужни извадки. Нуждата в развитието на съвременните технологии от такава преработка на данните може да се обобщи в следното:
- Неограниченият обем на данните.
- Голямата разнообразие и разнородност на данните (количествени, качествени и текстови).
- Необходимост от конкретни и разбираеми резултати.
- Инструменти за обработка на данните предоставящи възможност за лесно използване.

В основата на съвременните технологии Data mining стои концепцията за закономерности или модели (patterns), отразяващи фрагментираните многоаспектни взаимоотношения между данните. Тези шаблони представят сбор от закономерности, подбор на данните по дадени свойства, които са подходящо представени във форми лесно достъпни за потребителите. За създаването на тези шаблони се прилагат методи, които не ограничават основното предположение в структурата модела и вида на разпределените значения на анализирания показател.

Понятието OLAP (Online Analytical Processing) обхваща технологията за многомерен анализ, която позволява използването на информацията съхранена в data warehouse. Обикновено тя включва средства за интерактивен анализ на данните, които се извличат от различни бази и се обобщават за нуждите на даден потребител. OLAP средствата предоставят възможности за представяне на данните в различни разрези, поради което са значително по-сложни от традиционните релационни бази от данни. От своя страна Data mining също се използва за анализ на данните, но обхваща технологии, позволяващи да се открият неявни шаблони и взаимодействия в различни извадки. Съществуват и т.нар. Data marts, които съхраняват подмножества от агрегирани данни и могат да се разглеждат като локални Data Warehouses. Информацията получена от Data mining може да се използва след това за увеличаване на фирмената ефективност. Например при анализирането на потребителските особености на потребителите, дава възможност да се предскаже поведението на потребителите и да се повлияе върху него.

## Терминология
Терминът извличане на знания от данни, (на английски: knowledge discovery in databases), е възприет като българския превод на популярния термин data mining, въпреки че на английски двата термина не винаги се смятат за точни синоними. В някои източници data mining се посочва само като един от етапите на knowledge discovery in databases. В българските източници е широко възприето да се ползва английският термин, както и транслитерацията му дейта майнинг, а се срещат и отделни преводи като сондиране на данни, интелектуален анализ на данните, интелигентен анализ на данните, дълбочинен анализ на данните, добиване на данни, добив на данни, целенасочено търсене на данни и други.

## Етапи
Процесът на извличане на знания от данни се състои от шест основни етапа:
- Достигане на разбиране (знание) чрез математически и компютърен анализ   – това е началният етап, който се фокусира върху дефинирането на целите на изследванията и съответните изисквания от гледната точка на компютърния потребител. След завършването на етапа тези знания трябва да бъдат превърнати в дефиниции на задачи за сондиране на данни и да се състави предварителен план как тези цели могат да бъдат постигнати.
- Разбиране на данните (Data understanding) – започва с първоначално събиране на данни и продължава с дейности, целящи задълбочаване на знанията на изследователя за естеството на данните. На този етап е необходимо да бъдат идентифицирани проблеми, свързани с качеството на данните, да бъде получено първоначално мнение за характера на данните, да бъдат намерени интересните подмножества на данните, за да бъдат формирани първоначални хипотези за скритата в данните информация.
- Подготовката на данните (Data preparation) – покрива всички дейности по създаване от първоначални „сурови“ данни на крайното множество от данни (т.е. данни, които ще бъдат използвани от моделиращите средства). Етапът на подготовката на данни често се налага да бъде изпълняван многократно и по различно време. Задачите по подготовката на данни включват в себе си избор на таблиците с данни, техни атрибути и отделни записи, както и трансформация и изчистване на данни.
- Моделиране (Modeling) – този етап се състои от избор и прилагане на различни техники за моделиране, целящи извличане на закономерности от данните. Параметрите на моделите се калибрират до свои оптимални стойности. Тъй като някои модели имат свои специфични изисквания към форма̀та на данните, на този етап често се налага връщането към етапа за подготовката на данни.
- Оценка на модела (Model evaluation) – етапът се състои във внимателно преглеждане на всички стъпки, изпълнени при създаването на конкретния модел, за да се осигури, че те постигат поставените цели. В края на този етап се приема решение за използване на получените в процеса на сондиране резултати.
- Експлоатация на модела (Deployment) – свързана е с необходимостта от наблюдение и стратегия за експлоатация. На този етап следва да се определи дали и кога да се поднови процедурата по извличане на знания от данни и при какви условия.

В литературата тези шест етапа се срещат и окрупнени до три: Подготовка на данните, Прилагане на алгоритъм за сондиране и Анализ на резултата.

## Използвани техники
Обичайно използваните техники за извличане на знания от данни включват дървета на решенията, асоциативни правила, невронни мрежи, размита логика, генетични алгоритми, клъстерен анализ по „метода на най-близкия съсед“.
Дърво на решенията – предназначен е за класифициране на данните като използват тежестта на коефициентите на разпределение на елементите на данните във все по-малки и по-малки групи.
Асоциативни правила – този метод класифицира данните на основата на набор от правила, които са подобни на експертните системи. Като тези правила могат да се генерират чрез използването на процес по изискване и проверка на различни комбинации от правила или на извличането на такива от дървото на решенията.
Генетичен алгоритъм – чрез него се определят естествени „разбивки“ на данните основани на целеви променливи. Всеки клон на дървото е отделна част от правилата.
Невронни мрежи – при този метод знанията се представят във вид на връзки, съединяващи набор от условия. Силата на връзката се определя от отношението между факторите и данните.

## Data Mining и неговите закономерности
Има пет типа закономерности, които позволяват да бъде реализиран един Data Mining анализ:
1 Асоциация
Тя се прилага в случаите, когато няколко събития са свързани едни с други например изследване проведено в супермаркетите може да покаже, че 65% от купуващите пуканки си купуват и Кока кола, а при наличието на отстъпка за такъв комплект покупките на Кока кола се увеличават с 85%. Разполагайки със сведения за подобна асоциация, мениджърите лесно мога да преценят колко процента да бъде тази отстъпка.
2 Последователност
Ако съществува верижност по време на събитията се говори за последователност. Така например след покупката на жилище в 45% от случаите в течените на месец се закупува и кухненско обзавеждане, а след това и 60% закупуват и хладилник.
3 Класификация
С нейна помощ се разкриват признаци, характеризиращи групите, в които се включва даден обект. Това става посредством анализ на класификацируемите обекти и формулиране на определен набор от правила.
4 Клъстеризация
С нейна помощ от класификационните множества се извличат хомогенни (еднородни) групи от данни имащи сродни признаци.
5 Прогнозиране
В основата на съвременните прогнози в технологията на Data mining анализа стоят данните намиращ се в Хранилищата от данни (Data warehouse). Въз основа на тях се построяват шаблони, отразяващи динамиката на поведението на целевия показател, с чиято помощ може да се предскаже поведението на системите в бъдеще. Data warehouse (хранилищата от данни) се дефинира като множество от интегрирани, тематично ориентирани бази от данни, проектирани за поддържане на процеса „вземане на решения“, където всяка единица от данни е смислена в определен момент от време. Този информационен масив съдържа както самостоятелни така и силно обобщени данни. На фигурата е представено мястото на Data Mining анализа сред традиционните компоненти на Data Warehouse, както и взаимодействията между тях.

## Data mining софтуер
Инструменти на разработка на софтуер за Data Mining анализ и разработването на Data Mining мобилни приложения
Съществува широк кръг от инструменти за поддържането на Data Mining анализа. Тук се отнасят, както общо достъпните алгоритми за визуализация и машинно обучение, така и сложни програмни пакети, работещи на базата на паралелните процесори, като тяхната стойност може да достигне до няколко хиляди долара. Използването на най-подходящия инструмент за извършването на Data Mining анализа се определя от ред на условията и целите на проекта например анализа на потребителската кошница. При избора на инструменти или алгоритми е много важна гъвкавостта – доколко чрез избраната стратегия може да бъде получен желаният резултат. Разработването на Data Mining приложения в сферата на бизнеса преминава през няколко стъпки:
Стъпка 1: Установяват се мащабите на проекта, определящи какви данни е необходимо да се съберат. Важно е проектът да бъде направен, така че да решава конкретни бизнес цели.
Стъпка 2: Разработване на бази данни за Data Mining. Необходимата информация може да бъде разпределена по няколко бази данни, които понякога могат и да не са в електронна форма. Данните между различните приложения е необходимо да се консолидират и обобщят, за да се премахнат несъответствията. Развитието на Data Mining – анализа не трябва да променя алгоритмите, които са свързани с изработването на витрини от данни – извадки от базата данни по определено свойство. Фактически за ефективен анализ трябва да има наличие на корпоративно хранилище от данни, което излиза много по-евтино отколкото използването на отделни витрини от данни. С внедряването на Data Mining проекти в предприятието количествените ползи растат, но и възниква необходимостта от осигуряване на достъп до корпоративните структури от данни. Съвременните хранилища от данни представляват не само ефективен способ за съхранение на всички корпоративни данни, но и представляват идеална основа за разработването на Data Mining проекти. Складирането на данните в предприятието обезпечава съгласуването и актуализирането на данните с тези на клиентите. Внедряването на Data Mining функциите в хранилищата от данни съкращава с два пъти разходите. В този случай първо не е необходимо да се закупува и обслужва допълнително оборудване за Data Mining. Второ за компанията не е необходима да пренася данните от хранилищата да специални източници, които после ще се използват от Data Mining – така се икономисва време и материални ресурси. Още един важен момент е изтриването на данните. Тук се включва проверка на целостта и обработка на съществуващите значения. Точността на метода Data Mining зависи от качеството на информацията избрана за негова основа.
Стъпка 3: Даване на количествена оценка на елементите от данни. Като например: Кога един човек може да се нарече „разточителен“ – тогава когато харчи 50 или 300 лв. на седмица? Сътрудничеството е експериментите в предметната област помагат да се решат такива или подобни въпроси и да се отделят елементите от данни, които осигуряват най-голям смисъл за нуждите на бизнеса.
Стъпка 4: Примерни алгоритми на Data Mining за определяне на отношението между данните. Не е изключено, за получаването на нужните зависимости да се използват няколко различни алгоритми. Едни могат да се използват в началото на процеса, а други в края му. Понякога могат да се използват и няколко паралелни алгоритми, за да се получат данни с различна точност.
Стъпка 5: Изследване на съотношенията проявили са на предходния етап от прилагането на проекта. На този етап може да потрябва помощта на експерт в съответната предметна област. Той определя дали тези съотношения са специфични, или общи и указва в каква област трябва да продължи анализа.
Стъпка 6: Представяне на резултатите във вид на отчет, в който да са разкрият преизчисленията за всички интерпретирани отношения. Такъв отчет донася изгода тогава, когато експертът може да приложи творчески подход при анализирането на данните и ползите от тях. Като след това фирмата разработчик е длъжна не само да научи клиента на методиката на поисканата от него зависимост в данните, но и да се обърне особено внимание на обучението за работа с програмата. Целият първи прототип на проекта се състои в това да се намали количеството на грешките в базата от данни (в първи, втори, трети и пети етап). За да се достигне до всички тънкости в изследваните данни, трябва да се направят няколко итерации или замествания и тогава да се предаде окончателният проект. При разработването на Data Mining проекта влияят и други фактори: типът на крайното приложение; наличие и състояние на Хранилищата от данни; сроковете, в които трябва да се завърши проектът; обемът на данните, тяхното разнообразие и характеристики.

## Data Mining и интердисциплинарните подходи в науката
Data Mining е интердисциплинарана компютърна област. Тя включва съвкупност от знания и разработки в различни области на човешката дейност като:
Информационен анализ;
Оперативно аналитична обработка на данните – OLAP;
Бази данни;
Data Warehouses – хранилища за данни;
Ефективни изчисления;
Статистика;
Визуализиране на резултатите;
Разпознаване на образите.
Като по-известни Data Mining продукти могат да се отбележат: Lerentine, PRW, Intelligent Miner for Data,
NeuroShell 2, pcOLPARS, GainSmart, S-Plus, WizWhy, MoelQuest и други.

## Система за визуализация
Системата за визуализация на данните получени от Data Mining анализа заема важно място във всеки Data Mining проект. Тя осигурява графическо представяне на получените данни – графики, диаграми, схеми, таблици и др. Това става като системата за визуализация поддържа дружелюбен интерфейс, позволяващ лесно асоцииране на анализираните показатели с различните параметри на диаграмите като цвят, фон, форма, ориентация спрямо основните оси, размер и др. Системата за визуализация трябва да предоставя и собствени средства за мащабиране за по-детайлно разглеждане. Характерно за тези системи е, че са доста скъпи.

## Някои тенденции в Data Mining анализа

### Big Data и Deep Data Mining
Съвременните тенденции на пазара сочат, че приложението и използването на Data Mining технологията непрекъснато нараства и се развива. Фирмите разработчици се ориентират бързо към запълването на тази ниша на пазара чрез предлагането на нови приложения. Като ново предложение можем да разгледаме Deep Data Mining (DDM). Това е нова технология, основаваща се на специална локална геометрия. В тази геометрия всеки обект съществува в собствено локално пространство събитие със собствени размери. При всяко поискването на логически закономерности в данните между локалните процедури се получава геометрично тълкувание. Технологията DDM дава възможност да се разкрият в данните чрез IF THEN правила, включващи десетки хиляди съвместно засичащи се логически събития, характерни за една съвкупност от данни и не характерни за останалите. Получават се резултати с много по-голяма ефективност и много по-близки до желаните. Съществено допълнение към новата технология е използваната нова формула ”данни+ шум“. Тя е нововъведение в анализа на специални фалшификатори – обекти, осигуряващи равномерност във вероятностния смисъл на разпределените в пространството събития. Фалшификаторите представляват резултати, които са близки до желаните, но не ни интересуват и е добре да се игнорират. Делът на тези фалшификатори може да съответства или дори да превишава дела на изходната информация. Стълкновението на данните с фалшификаторите спомага за по-голяма устойчивост на получените логически закономерности и резултати. Заключение В заключение можем да кажем, че Data Mining анализа намира приложение в тези области, където на са достатъчни само статистическите и аналитичните методи и изгражданите чрез тях модели. Data Mining анализа е подходящ за области, където преобладават нееднородни, хетерогенни, нестационарни, променливи и големи по обем данни. Това става при всички компании, които извършват обработка на данни при осъществяването на ежедневните си дейности и операции.